# Joachim Opser
Joachim Opser (* ca. 1548 in Wil; † 24. August 1594 in St. Gallen) war von 1577 bis 1594 Abt des Klosters St. Gallen.

## Leben
Joachims Vater Michael war fürstäbtlicher Kanzler. Aus konfessionellen Gründen siedelte dieser sich in Wil an. Joachim legte seine Profess am 17. Juni 1563 ab. Ab 1564 studierte er an der Universität Dillingen, von 1570 bis 1574 am Jesuitenkolleg in Paris. Dort wurde er Zeuge der Bartholomäusnacht und berichtete über die gewaltsamen Ereignisse in zwei Briefen an Abt Otmar Kunz. Am 8. April 1576 ist er als Dekan in St. Gallen nachweisbar. Zum Abt gewählt wurde er dann am 29. Januar 1577. Die päpstliche Bestätigung stellte Gregor XIII. am 16. April 1578 aus, die Weihe führte Weihbischof Balthasar Wurer von Konstanz am 24. Juni 1578 durch. Am 27. November des gleichen Jahres wurde Joachim Opser durch Beat a Porta und das Churer Domkapitel zum Weihbischof und damit zum designierten Nachfolger des amtierenden Bischofs gewählt. Da die Widerstände gegen einen von ausserhalb der Drei Bünde stammenden Bischof aber zu gross waren, verzichtete er auf die Berufung nach Chur.

## Wirken
Als Abt von St. Gallen empfing Joachim Opser mehrfach die päpstlichen Nuntien, die auf ihren Visitationen Reformen im Sinne des Konzils von Trient anmahnten. Tatsächlich scheint Abt Joachim in der Folge eine strenge klösterliche Disziplin von seinen Mönchen eingefordert zu haben. Allem Anschein nach kam es deswegen 1590 zu einem offenen Konflikt mit einem Teil des Konvents. Dem Abt wurde vorgeworfen, er achte zwar bei seinen Untergebenen auf eine strenge Disziplin, er selber aber führe einen ungebührenden Lebenswandel. Der Nuntius in Luzern liess daraufhin eine Untersuchung einleiten und kam zum Schluss, dass diese Vorwürfe nicht haltbar seien. Dennoch sah sich Abt Joachim gezwungen, von seiner kompromisslosen Sittenzucht Abstand zu nehmen.
In finanzieller Hinsicht befand sich die Abtei unter Joachim Opser in einer Notlage, die den Verkauf von Klostergüter in Neu-Ravensburg und Wangen im Allgäu notwendig machte. Begünstigt wurde die wirtschaftliche Not durch die 1594 grassierende Pest, die viele Mönche veranlasste, das Kloster St. Gallen zu verlassen. Abt Joachim blieb in St. Gallen und starb dort am 24. August 1594 während einer Predigt. Er wurde auf der linken Seite des Münsterchors beim St. Benediktsaltar begraben. Als geistiges Vermächtnis hinterliess er die reformerische Schrift Liber exercitiorum spiritualium.

## Schriften
- Spiritus Christi: seu considerationes, quibus anima fidelis inducitur, ut vivat secundum spiritum Christi. Typis monasterii S. Galli, St. Gallus 1682. (Digitalisat in e-rara).